# ХТЗ-Т2Г
ХТЗ-Т2Г — советский газогенераторный гусеничный трактор, производившийся с 1938 по 1941 года на Харьковском тракторном заводе. Всего было выпущено около 16000 тракторов.

## Создание
Во второй половине 30-х годов в СССР одновременно с газогенератором Г-25, создававшимся для Сталинца-65 (СГ-65), НАТИ разрабатывал газогенератор Г-19. В это же время на Харьковском тракторном заводе, которому было поручено как можно скорее наладить выпуск газогенераторных тракторов, разрабатывали свой газогенератор, но он оказался неудачным и харьковчане решили использовать Г-19. В 1938 году на переделанные под газогенераторное оборудование тракторы СХТЗ-НАТИ стали устанавливать газогенератор Г-19. Эти тракторы получили обозначение ХТЗ-Т2Г.

## Применение
16 сентября 1938 года экономический совет при СНК СССР постановил начать испытания тракторов СГ-65 и ХТЗ-Т2Г. По результатам испытаний было отмечено, что оба трактора пригодны для всех сельскохозяйственных работ, кроме уборки хлеба, где они пожароопасны. В 1939 году конструкторы разработали электрозапал вместо разжигания от спичек, установили дополнительный кожух на горячий пояс генератора и искрогаситель. После этих нововведений тракторы стали пригодны и для уборки урожая.
ХТЗ-Т2Г применялся чаще всего в лесных хозяйствах и на наименее пожароопасных сельскохозяйственных работах; большое распространение он получил в северных районах страны, где жидкое топливо наиболее дорогое. Благодаря газогенераторным тракторам, в том числе ХТЗ-Т2Г, наша страна сэкономила много жидкого топлива в тяжёлые военные годы. Недостатки ХТЗ-Т2Г: пожароопасность, затруднительный ручной пуск двигателя, запас топлива обеспечивал работу трактора под нагрузкой всего лишь 3 часами.
После войны на базе газогенератора Г-19 был разработан газогенератор для трелёвочника КТ-12.

## Конструкция
Газогенераторная установка Г-19 работала на древесном топливе — чурках.
Система очистки генераторного газа ХТЗ-Т2Г отличалась от системы очистки трактора СГ-65 тем, что её она имела вторую ступень охладителя газа. Газогенератор Г-19 трактора был обращённого процесса газификации, но построен так, что вырабатываемый генераторный газ обогревал бункер с топливом. Такое решение позитивно сказывалось на стабильности процесса генерации газа. Он был рассчитан на расход газа 85 нм3/ч с теплотворностью 1200 ккал/нм3.